# 1568-as busz
Az 1568-ss jelzésű autóbuszvonal távolsági autóbuszjárat Pécs és Kiskőrös között, melyet a MÁV Személyszállítási Zrt. lát el.

## Közlekedése
Egy járatpár közlekedik tanév tartama alatt a hetek első iskolai előadási napját megelőző napokon. Útvonalának hossza Kiskőrös felé 158 km, menetideje 3 óra 20 perc, Pécs felé között 156,8 km, menetideje 3 óra 5 perc.

## Megállóhelyei
| 0  | Pécs, autóbusz-állomás végállomás   | 16 | 3, 3E, 4, 4Y, 6, 6E, 7, 7Y, 8, 13, 13E, 15, 20, 21, 21A, 22, 23, 23Y, 24, 30, 30Y, 31, 32, 32Y, 34Y, 35Y, 40, 41, 41Y, 41E, 42, 42Y, 43, 46, 60, 60A, 60Y, 73, 73Y, 103, 107E, 109E, 121, 130, 130A, 973 1134, 1486, 1503, 1504, 1524, 1535, 1562, 1564, 1566, 1569, 1577, 1578, 1641, 1665, 1668, 1673, 1707, 1740, 1742, 1843 5600, 5601, 5602, 5603, 5605, 5606, 5608, 5610, 5611, 5620, 5621, 5622, 5623, 5624, 5625, 5626, 5627, 5628, 5630, 5631, 5634, 5635, 5636, 5637, 5638, 5639, 5640, 5642, 5643, 5645, 5646, 5647, 5650, 5655, 5656, 5658, 5660, 5661, 5662, 5663, 5666, 5667, 5668, 5670, 5671, 5672, 5673, 5674, 5676, 5677, 5678, 5679, 5680, 5681, 5682, 5683, 5685, 5686, 5687, 5688, 5689, 5690, 5696, 5698, 5856, 5857 |
| ∫  | Pécs, Lánc utca                     | 15 | 1134, 1843 5605, 5606, 5608, 5610, 5611, 5620, 5622, 5623, 5624, 5625, 5626, 5627, 5628, 5630, 5631, 5634, 5635, 5636, 5637, 5638, 5639, 5640, 5642, 5643, 5645, 5646, 5655, 5656, 5658, 5856 |
| 1  | Pécs, Budai vám                     | 14 | 2, 2A, 4, 4Y, 12, 13, 13E, 14, 14Y, 15, 16, 25, 26, 60, 60Y, 102, 102Y, 104, 104A, 104E 1134, 1564, 1578, 1707, 1740 5605, 5606, 5608, 5610, 5611, 5612, 5620, 5621, 5622, 5623, 5624, 5625, 5626, 5627, 5628, 5630, 5631, 5634, 5635, 5636, 5637, 5638, 5639, 5856, 5857 |
| 2  | Pécsvárad, kollégium                | ∫  | 1134, 1843 5625, 5626, 5627, 5628, 5630, 5631, 5636, 5637, 5638, 5643, 5712, 5716, 5717, 5618, 5809, 5819, 5825 |
| 3  | Mecseknádasd, Jókai Mór utca        | ∫  | 1134, 1707, 1843 5625, 5626, 5630, 5631, 5634 |
| 4  | Hidas, Dózsa György utca            | ∫  | 1134, 1707, 1843 5625, 5626, 5630, 5631, 5634 |
| 5  | Bonyhád, autóbusz-állomás           | ∫  | 1, 2, 3, 4, 6 1134, 1136, 1652, 1707, 1843 5420, 5421, 5426, 5430, 5431, 5432, 5434, 5470, 5471, 5475, 5476, 5485, 5490, 5491, 5495, 5496, 5624, 5625, 5626, 5630, 5631, 5634, 5710, 5711, 5924 |
| 6  | Szekszárd, autóbusz-állomás         | 13 | 1, 4, 4B, 6, 11, 16 1121, 1125, 1131, 1134, 1136, 1506, 1547, 1566, 1652, 1707, 1731, 1843 5353, 5359, 5400, 5403, 5404, 5405, 5406, 5407, 5408, 5410, 5411, 5412, 5413, 5414, 5415, 5416, 5417, 5420, 5421, 5422, 5423, 5424, 5425, 5426, 5429, 5430, 5431, 5432, 5434, 5435, 5436, 5438, 5439, 5440, 5441, 5442, 5445, 5446, 5447, 5448, 5624, 5630, 5631, 5634, 5923 személyvonat, Gemenc InterRégió, Sugovica expresszvonat |
| 7  | Tolna, bejárati út                  | 12 | 1125, 1131, 1134 5403, 5404, 5405, 5634 |
| 8  | Dunaszentgyörgy, autóbusz-váróterem | 11 | 1125, 1131, 1134, 1547 5403, 5404, 5405, 5451, 5450, 5634 |
| 9  | Paks, konzervgyár                   | 10 | 1 1121, 1125, 1131, 1134, 1547 5374, 5400, 5403, 5404, 5405, 5429, 5452, 5455, 5456, 5457, 5562, 5634, 8047 |
| 10 | Paks, autóbusz-állomás              | 9  | 1, 2, 3 1121, 1125, 1131, 1134, 1547 5358, 5374, 5400, 5400, 5403, 5404, 5405, 5429, 5449, 5450, 5452, 5455, 5456, 5457, 5562, 5634, 8047, 8211 |
| 11 | Dunaföldvár, autóbusz-állomás       | 8  | 1121, 1125, 1131, 1134, 1507, 1513, 1529, 1547, 1803 5227, 5231, 5382, 5404, 5405, 5450, 5502, 8200, 8202, 8203, 8205, 8206, 8207, 8211, 8216, 8217 |
| 12 | Solt, Aranykulcs tér                | 7  | 1110, 1111, 1113, 1499, 1507, 1510, 1512, 1513, 1529, 1547, 1803 5058, 5227, 5231, 5234, 5311, 5350, 5359, 5362, 5364, 5365, 5381, 5382, 5502, 8202, 8203, 8205, 8206, 8207 |
| 13 | Solt, Nagy Lajos utca               | 6  | 5227, 5386, 8205, 8206, 8207 |
| 14 | Tételhegy, bejárati út              | 5  | 5058, 5350, 5362, 5364, 5386, 8207 |
| 15 | Dunatetétlen, bejárati út           | 4  | 1507, 1510, 1513 5058, 5350, 5354, 8207 |
| 16 | 40-es sz. útőrház                   | 3  | 5350, 5362, 8207 |
| 17 | Akasztó, kultúrház                  | 2  | 1507, 1510, 1513 5058, 5226, 5298, 5344, 5350, 5352, 5354, 5362, 8207 |
| 18 | Kiskőrös, gyógyfürdő bejárati út    | 1  | 5298, 5344, 5350, 5352 |
| 19 | Kiskőrös, városháza végállomás      | 0  | 555, 650 1115, 1507, 1510, 1513, 1535, 1566 5058, 5218, 5219, 5226, 5232, 5275, 5295, 5297, 5298, 5340, 5341, 5344, 5346, 5348, 5349, 5350, 5351, 5352, 5362 |